# Kurt Zeitzler
Kurt Zeitzler (ur. 9 czerwca 1895 w Gossmar koło Luckau, zm. 25 września 1963 w Hohenasschau w Górnej Bawarii) – niemiecki generał, szef sztabu generalnego wojsk lądowych, uczestnik agresji na Polskę i ataku na ZSRR.

## Kariera wojskowa
W czasie I wojny światowej dowodził pułkiem piechoty. Po jej zakończeniu kontynuował karierę w Reichswehrze, awansując na kapitana 1 stycznia 1928 roku. Wyrobił sobie opinię zdolnego oficera sztabowego i eksperta broni zmechanizowanej. W III Rzeszy pełnił szereg odpowiedzialnych funkcji. W latach 1937–1938 jako podpułkownik pracował w Naczelnym Dowództwie Sił Zbrojnych. Podczas agresji na Polskę w 1939 roku był szefem sztabu armii pancernej von Kleista. Od marca 1940 r. do kwietnia 1942 r. sprawował funkcję szefa sztabu 1 Grupy Pancernej. W lutym 1942 awansowany do stopnia generała majora. Następnie, od kwietnia do września 1942 był szefem sztabu Grupy Armii D pod dowództwem Gerda von Rundstedta stacjonującej na okupowanym terytorium zachodniej Europy.
Po serii sukcesów 22 września 1942 został mianowany przez Adolfa Hitlera szefem sztabu generalnego armii lądowej i generałem piechoty (z pominięciem stopnia generała porucznika). Funkcję przejął od Franza Haldera. Na jesieni 1942 r. Zeitzler namawiał Hitlera do wycofania 6 Armii Friedricha Paulusa spod Stalingradu.  Hitler odmówił, lecz po kapitulacji 6 Armii Zeitzlerowi udało się go przekonać do strategicznych odwrotów spod Moskwy i Leningradu.  
Po klęsce pod Stalingradem napisał, że mówił Hitlerowi, iż stracić pod Stalingradem ćwierć miliona żołnierzy jest równoznaczne z załamaniem się podstawy całego frontu wschodniego. Stwierdził też, że rozwój wydarzeń potwierdził że miał rację.
Niepowodzenie niemieckiej ofensywy w łuku kurskim w lipcu 1943 r. oraz klęska krymska zniechęciły Zeitzlera, który kilkakrotnie próbował złożyć dymisję. 30 stycznia 1944 wraz z gen. Jodlem awansowany na generała pułkownika. Na początku lipca 1944 z powodu przebytego udaru mózgu udał się na urlop zdrowotny. 20 lipca 1944 r. zdymisjonowany. W styczniu 1945 r. Adolf Hitler zwolnił go z armii i pozbawił prawa noszenia munduru. Zeitzler zmarł 25 września 1963 r. w Hohenasschau.

## Ordery i odznaczenia
- Krzyż Żelazny II Klasy (1914)[4]
- Krzyż Żelazny I Klasy (1914)[4]
- Czarna Odznaka za Rany (1918)[4]
- Krzyż Fryderyka[2]
- Kawaler Orderu Zasługi Wojskowej[2]
- Krzyż Honorowy dla Walczących na Froncie[4]
- Odznaka za Służbę Wojskową w Heer[4] (IV, III, II i I Klasy)
- Szpanga Krzyża Żelaznego II Klasy[4]
- Szpanga Krzyża Żelaznego I Klasy[4]
- Krzyż Rycerski Krzyża Żelaznego (18 maja 1941)[4]
- Order Krzyża Wolności I Klasy (18 grudnia 1943)[4]